# توفيق فروخ
توفيق فرّوخ عازف ساكسفون ومؤلف جاز لبناني مقيم في فرنسا يمزج بأسلوبه الموسيقى العربية الطربية بموسيقى الجاز.

## ألبوماته
- علي في برودواي (1994)
- أسرار صغيرة (1998)
- درابزين (2002)
- علي في برودواي remix (2004)
- توتيا (2007)
- سينما بيروت (2012)
- موسيقى تصويرية
- آن الأوان (1994)
- شبح بيروت (1998)
- طبقي (2001)
- امرأة وراء الحدود (2002)
- فلافل (2006)
- رجل شرف (2011)
- سلم إلى دمشق (2013)
- نور (2016)

## روابط خارجية
- توفيق فروخ على موقع IMDb (الإنجليزية)
- توفيق فروخ على موقع ميوزك برينز (الإنجليزية)
- توفيق فروخ على موقع أول ميوزيك (الإنجليزية)
- توفيق فروخ على موقع ديسكوغز (الإنجليزية)
- توفيق فروخ على موقع قاعدة بيانات الفيلم (الإنجليزية)